# Свіржова Руська
Свіржова Руська (пол. Świerzowa Ruska) — лемківське село в Польщі, у гміні Кремпна Ясельського повіту Підкарпатського воєводства. Припинило своє існування після депортацій 1944–1947 років, але далі числиться в реєстрі SIMC.

## Розташування
Село було розташоване на віддалі 35 км від міста Ясло і 18 км від містечка Змигорода. Простягалося вздовж річки Свіржівка, яка впадає у Віслоку. Було оточено горами: зі сходу — Колянином, північного сходу — Гавкою й Остерешом, від півночі — Магурою, Острим Вершком, Гливівським Верхом, Ватковою, з заходу — Майданом, із півдня — Марешка і Угересом.
Чітко окреслити межу між Свіржовою Руською та Святковою Великою складно. Ймовірно, що останні будинки вверху Святкової сьогодні знаходяться вже на давній території Свіржової. Натомість верхня частина Свіржової зараз є пусткою, незаселеною долиною.

## Назва
У 1977-1981 рр. в ході кампанії ліквідації українських назв село називалося Шьвєжова (пол. Świerzowa).

## Історія села
Польською адміністрацією поширювались міфи про нібито нетутешність лемків. Згідно з цими переказами перші мешканці села були русинами з Закарпаття, витіснені звідти угорцями. На користь цієї версії ніби свідчать назви окремих гір і полів. За іншими переказами перші мешканці села — це русини Подніпров'я, які рятуючись від татаро-монгольських нападів, втікали у карпатські гори.
За податковим реєстром 1581 р. село було власністю за волоським правом Миколая Стадницького гербу Шренява у Бецькому повіті; в селі було 4,25 селянських ланів, 6 загородників з ріллею та 1 без ріллі, 3 коморники з тягловою худобою і 1 халупник чиншовий.
У 1680 році тут були 4 господарства з землею і одна родина безземельна. Працював сільський млин. У 1765 році село нараховувало уже 27 ланів землі і тартак. Крім солтиса у селі жив крайник-адміністратор лемківських сіл Біцького староства.
29 липня 1770 року тут мала місце збройна сутичка польських конфедератів Казимира Пуласького з російським військом. Близько двохсот конфедератів здійснили спробу захопити російського генерала, але росіяни відбили атаку, завдавши їм відчутних втрат.
Згідно з записами Йосифинської метрики 1787 року село налічувало 43 родини. Селяни займали 300 моргів орної землі, 1 012 моргів лук і пасік, 1 167 моргів лісу. Земля кам'яниста, маловрожайна, глинкувата.
Спочатку село мало власну парафію, проте у 1797 році було приєднане до парафії у Святковій Великій.
У 1845 році село належало Августу Стернегу, який купив його у Юзефа Левицького. Згодом село набув граф Антін Митровський, а у 1880 — Ян Левицький. Той у 1890 році продав село графині Полютулицькій.
У 1894 році селяни побудували дерев'яну церкву лемківського типу і назвали його ім'ям св. Іван Хрестителя.
У 1907 році село нараховувало 455 греко-католиків і 6 євреїв. Функціонувала однокласна школа, крамниця і корчма (у власності єврейської громади). На фільварку Майдан жили лісові працівники.
Під час Першої світової війни до австрійської армії було мобілізовано 28 чоловіків, з яких 3 загинуло. Після війни селяни поправили пошкодження, спричинені воєнними діями.
У липні 1927 року село, за винятком двох родин, перейшло до Польської православної церкви. Рух за перехід розпочався роком раніше у сусідньому селі Тилява. У селі збудували ще одну церкву, православну, яка не збереглася.
У 1933 році закладено читальню «Просвіти», яка згодом була закрита польською владою. Діяв кооператив «Наш труд», приватна лемківська крамниця.
На початок 1936 року у селі нараховувалося 71 господарство, 406 православних, 22 греко-католики і 2 римо-католики. Існувала однокласна школа з українською мовою навчання. З числа міжвоєнних педагогів великою повагою користувався Осип Звірик.
У 1945 році переважна більшість мешканців села (530 осіб) виїхали в східні області УРСР, однак частина з них (не менше 72 осіб) зуміли повернутися і в лютому 1946 р. були повторно вивезені в СРСР. 9 осіб, що зуміли залишитись або повернулися з примусових робіт з Німеччини, 28 травня 1947 р. депортовані військом польським в рамках операції «Вісла» на понімецькі землі Польщі. Село припинило своє існування.
У 1975-1998 роках село належало до Кросненського воєводства.

## Матеріальні пам'ятки
Залишки греко-католицької церкви св. Іоанна Хрестителя знаходяться на схилі, з другого боку струмка. Від церкви 1894 року, яку побудував Андрій Шиманський сьогодні залишилася лише мала банька. Матеріали з розібраної церкви використали для побудови житлового будинку в Дошниці.
На цвинтарі, який знаходиться неподалік церкви, збереглось близько двохсот хрестів. Більшість із них витесані з каменю, найстаріший походить з 1883 року. Цвинтар у гарному стані, останнім часом закритий.
У напрямку Бортного, близько кілометра після останньої будівлі Святкової Великої, знаходиться фігура Святої Родини 1938 року. 50 метрів далі на високому цоколі стоїть посеред старих ялин скульптура св. Миколая, в дуже доброму стані, із залишками поліхромії. У даній частині долини знаходиться скульптура Матері Божої 1894 року і три великі хрести з постатями Христа, всі з кінця XIX ст.
Нині уся територія давнього села Свіржова Руська знаходиться в межах Національного Магурського парку.

## Перелік господарств
- Станом на 1787 рік у селі нараховувалось 43 родини (згідно з Йосифинською метрикою):

1) Баволяк Василь, 2) Гула Федір, 3) Вовк Демко, 4) Вовк Петро, 5) Малиняк Іван, 6) Годич Юрко, 7) Дилин Стефан, 8) Щерба Тимко, 9) Бобаль Іван (без землі), 10) Зикруч Василь, 11) Зикруч Семен, 12) Зикруч Стефан, 13) Циркот Василь, 14) Циркот Гриць і Судик Іван, 15) Мицак Тимко, 16) Канчуга Іван, 17) Стах Семен, 18) Смереканич Іван, 19) Стах Іван, 20) Решетар Яцко, 21) о. Гаталевич Тома, 22) Ярош Гриць, 23) Сторчеба Бартоломей, 24) Поливка Петро і Русиняк Василь, 25) Оліяр Федір, 26) Глива Іван, 27) Попович Іван, 28) Вархол Данко, 29) Ярош Петро, 30) Баволяк Фецьо, 31) Борек Іван, 32) Попович Стефан, 33) Попович Петро, 34) Поливка Андрій, 35) Вовк Данько, 36) Цап Гриць, 37) Вовк Петро, 38) Баб'як Яцко, 39) Вархол Федір, 40) Гула Лешко, 41) Баб'як Гриць, 42) Тиньо Іван, 43) Гаталевич Фецко.
- Станом на 1936 рік у селі нараховувало 76 господарств:

1) Хомик Пилип, 2) Баволяк Пантелеймон, 3) Чулик Даниїл, 4) Баволяк Олексій, 5) Ксенич Іван, 6) Дзядик Василь, 7) Дзядик Ілля, 8) Кобан Юстин, 9) Щерба Омелян, 10) Слота Михайло, 11) Дзядик Василь, 12) Циркот Іван, 13) Галущак Іван, 14) Щерба Петро, 15) Гаталевич Михайло, 16) Зікрач Василь, 17) Гаталевич Василь, 18) Судик Степан, 19) Смереканич Семен, 20) Решетар Віктор, 21) Смереканич Іван, 22) Сосонько Ілля, 23) Судик Гнат, 24) Смереканич Василь, 25) Смереканич Дмитро, 26) Стах Лешко, 27) Стах Іван, 28) Смереканич Федір, 29) Баволяк Кипріян, 30) Решетар Даниїл, 31) Пиртко Михайло, 32) Грещак Іван, 33) Янкович Федір, 34) Баб'як Василь, 35) Решетар Михайло, 36) Судик Василь, 37) Решетар Тимко, 38) Дилин Нестор, 39) Ковдра Іван, 40) Баб'як Лука, 41) Посипанко Єва, 42) Дитко Агафія, 43) Баволяк Ілля, 44) Дилин Іван, 45) Ківко Іван, 46) Посипанко Іван, 47) Вербинський Василь, 48) Кобан Василь, 49) Вербинський Михайло, 50) Скуба Андрій, 51) Лахвак Іван, 52) Канчук Петро, 53) Туз Даниїл, 54) Туз Олекса, 55) Вовк Михайло, 56) Гаталевич Петро, 57) Ківко Михайло, 58) Вербинський Дмитро, 59) Коваль Іван, 60) Смереканич Даниїл, 61) Русин Іван, 62) Баб'як Іван, 63) Гандяк Михайло, 64) Дилини Ілля, 65) Нагловський Агафій, 66) Русин Андрій, 67) Вербинський Петро, 68) Дитко Іван, 69) Решетар Петро, 70) Сосонько Іван, 71) Баб'як Степан. Крім цього була школа, крамниця, читальня, греко-католицька і православна церкви, пилорама. У присілку На Вазі було вісім стаєнок Хомика Пилипа, Чулика Даниїла, Баволяка Олекси, Кобана Юстина, Щерби Омеляна, Циркота Івана, Гаталевича Василя, Судика Степана, а на присілку Під Гавкою стаєнки Сосонька Іллі, Дзядика Василя, Чулика Даниїла, Баволяка Олекси, Щерби Омеляна, Кобана Юстина, Циркота Івана, Гаталевича Василя.